# Cappella di Santo Spirito ed Evasio
Tra gli edifici che formano il patrimonio storico – artistico di Oglianico la Cappella di Santo Spirito ed Evasio occupa un posto preminente in virtù della sua insistenza all'interno dell'antico ricetto medievale e soprattutto del ciclo di affreschi conservati al suo interno.

## La storia della cappella
Le prime notizie storiche certe sulla Cappella si ritrovano nelle Visite Pastorali in Diocesi di Ivrea a cura di Ilo Vignono dove sono riportati i verbali delle visite vescovili nelle parrocchie della diocesi negli anni 1329-1346 (a quel tempo Oglianico apparteneva alla diocesi di Ivrea e non a quella di Torino com'è oggi).
Dal verbale della visita vescovile ad Oglianico del 1329 si ricavano molte notizie interessanti tra le quali:
- l'esistenza in Oglianico di una cappella dedicata a Sant'Evasio (sconosciuti i motivi di questa dedicazione: Sant'Evasio è patrono di Casale Monferrato e titolare del duomo del paese monferrino che in quegli anni ha esercitato la sua influenza sino in Canavese)
- la cappella in quell'anno (1329) è già definita come bisognosa di restauri (il tetto soprattutto) il che fa desumere che sia di parecchio antecedente
- la Cappella viene definita campextris cioè ubicata fuori dal centro abitato e circondata dai campi
- la parrocchiale di Oglianico in quegli anni è la Chiesa di San Cassiano oggi ubicata a nord dell'abitato attuale in prossimità del cimitero (e tale rimarrà fino al 1628 quando sarà consacrata quella attuale insistente su piazza Ricetti)

Nel 1372 Ibleto di Challant, capitano dei Savoia, confermando gli Statuti che in quell'anno gli stessi Savoia concedono alla comunità, definisce Oglianico una “villa” ovvero un piccolo borgo fortificato confermando l'esistenza del Ricetto.
Il Ricetto quindi è sorto in Oglianico tra il 1329 ed il 1372 (tra il XIV ed il XV secolo i ricetti fanno la loro comparsa in molti centri del Canavese a seguito delle guerriglie innescate dalle lotte tra i signori feudali dei Valperga e dei San Martino) e nella sua costruzione, la precedente cappella campestre dedicata a S.Evasio vi è stata inglobata; questo spiega anche il dislivello di circa 1,5 metri tra il piano della stessa ed il piano stradale (il materiale ricavato dalla costruzione del fossato a difesa del Ricetto venne utilizzato per alzare artificialmente il luogo centrale che è stato poi contornato da mura in ciottoli di fiume e difeso da un'alta ed imponente torre porta)
Non si conoscono in dettaglio le vicende successive ma è certo che già nel 1558, come si legge nel Corpus Statutorum Canavisii di Giuseppe Frola, era attiva in Oglianico la Confraternita di Santo Spirito a cui tutti avevano “il dovere e l'obbligo di versare la retta, secondo le loro possibilità e in base alla quota solita” e che la stessa confraternita fosse proprietaria, probabilmente attraverso la parrocchia, dei locali della cappella e forse di quelli limitrofi e che li utilizzasse per le sue attività. Questo spiega perché la stessa sia conosciuta a tutt'oggi in Oglianico come Cappella di Santo Spirito (o d'Sant'Spirit in dialetto locale) mentre l'originale dedicazione a Sant'Evasio si è persa nel corso dei secoli.
Tra la fine dell'Ottocento e l'inizio del Novecento i locali della Cappella vengono ceduti dalla parrocchia alla famiglia Rosboch in cambio di parti di un immobile in via Roma dove sorge l'attuale canonica e sicuramente da questo momento la stessa viene adibita a cantina dell'abitazione adiacente.
Nel 1962 avviene un ulteriore passaggio di proprietà a favore della famiglia Vironda che continua ad utilizzare il locale della vecchia conca absidale come cantina con conseguente ulteriore degrado degli affreschi in essa contenuti
Nel 2000 un comitato spontaneo formato da alcuni cittadini oglianicesi ("Comitato per la Cappella dei ricetti di Sant'Evasio ONLUS" - C.F 95010980019 per donare il 5 per mille attraverso i modelli 730/UNICO) si costituisce con l'obiettivo di acquistare, restaurare e conservare quello che considera essere uno dei simboli più preziosi della Comunità e finalmente nel gennaio 2001, grazie al generoso e concreto aiuto di fondazioni, associazioni, ditte e privati cittadini la Cappella ritorna pubblica e viene donata al Comune di Oglianico.
Subito dopo l'acquisizione, sempre grazie agli sforzi del Comitato, vengono effettuati i primi interventi per permettere l'accesso alla cappella con l'apertura della porta sull'esterno (originariamente l'unico accesso era interno all'abitazione), la riapertura del finestrotto originale chiuso nel corso dei secoli, la realizzazione della rampa di accesso interna ed esterna e la scrostatura della facciata esterna.
Successivamente, di nuovo grazie al contributo di molti, al lavoro della società AuriFolia Restauri ed al coordinamento dei lavori dell'architetto oglianicese Alessandra Mei, iniziano i lavori di restauro del ciclo pittorico all'interno del catino absidale e di risanamento del locale dell'antica Cappella che si sono conclusi nel 2011.

## Confraternita di Santo Spirito ad Oglianico
Nel 1558 l'Ordinamento di Oglianico “dell'ordinanza per la Confraternita” dice che riuniti nella Credenza, il Console e i credendari decidono che tutti quelli di Oglianico hanno il dovere e l'obbligo di versare la retta alla Confraternita. Inoltre nominano Domenico Coha priore e assistente dell'amministrazione della Confraternita. Egli ha il potere di riscuotere i beni della confraternita di proteggerla e di preparare i resoconti. Questo finché la sua carica non verrà rimossa dalla credenza.
Nel 1605 (compilato nel Ricetto) ci sono molte persone che non pagano la relativa quota di iscrizione alla confraternita... ed il console ordina a chi possiede beni di versare dei soldi alla confraternita... anche i capifamiglia che non sono di Oglianico ma vi sono residenti (corpus Statutorum Canavisii volume II)
Nelle chiese delle confraternite venivano rappresentate i fatti della Bibbia. Le rappresentazioni sacre popolari, molto frequenti nel Medioevo, venivano spesso recitate nelle chiese delle confraternite, come complemento alle funzioni religiose: i confratelli recitavano sotto forma di “laudi” la vita di Gesù, di Cristo, della Beata Vergine e dei Santi. Poi, per fa affluire più persone furono trasferite nelle piazze e nelle parrocchiali.
Le confraternite avevano spesso la possibilità di graziare ogni anno un condannato a morte.
All'inizio del Quattrocento si svilupparono organizzazioni religiose, di eroica rinuncia, che predicavano la vita di Cristo (sull'onda dei Benedettini e dei Domenicani che già dal Duecento andavano e diffondevano la parola)
Per quanto riguarda le rappresentazioni sacre la Crocifissione era considerato il punto culminante della vita e degli insegnamenti di Gesù per la redenzione del genere umano.
Spesso nelle chiese campestri si seppellivano i morti e per evitare il diffondersi di pestilenze si procedeva ad un'opera di disinfestazione passando sui muri della calce viva.
Molte confraternite esistevano già dal 1400 ma solo dopo il Concilio di Trento del 1579 furono riorganizzate e riconosciute.
La confraternita aveva vita floridissima e riuniva le migliori famiglie del paese.
Proprio la carità verso il prossimo divenne l'elemento fondamentale di queste forme associative laiche, citate come Sodalicium o Fraternitas, nelle quali gli atti di devozione erano accompagnati da mortificazioni spesso collettive, digiuni, sacrifici.
La pietà religiosa dei laici si manifesta con l'istituzione delle confraternite e Bonifacio (vescovo di Ivrea per circa 27 anni) le incoraggiava. Governò proprio durante lo scisma tra Francia e Italia in cui c'era un antipapa avignonese e il papa italiano. Morì nel 1426.
Il vincolo di parentela ‘artificiale’ stabilito dalle confraternite si cementava innanzitutto in quelle che abbiamo visto chiamate le «cose dello spirito». Si esprimeva nel dovere di pregare gli uni per gli altri, nella fraterna ripartizione del tesoro di indulgenze guadagnate attraverso la ripetizione degli atti di culto, le pratiche pie, le opere di carità a favore dei bisognosi, nella tessitura di un ponte invisibile che legava le famiglie dei vivi ai loro defunti già passati a miglior vita. Dal nucleo sostanziale delle cure che avvolgevano il momento saliente della malattia e la ricerca di una buona morte, il desiderio di riabbracciare in una cornice di affetti e di sostegni le prove decisive attraverso cui era chiamato a passare l'individuo poteva poi spingersi a prevedere la distribuzione di sussidi anche economici ai confratelli colpiti da infermità o caduti in disgrazia, elemosine per le figlie in età di matrimonio, un'assistenza medica e ospedaliera, il prestito gratuito di generi alimentari, capi di bestiame, alloggi, interventi a favore delle vedove e dei figli rimasti orfani; prima di tutto l'immancabile partecipazione comunitaria ai funerali dei soci defunti, la loro sepoltura nelle tombe del sodalizio, la fitta serie di messe e di preghiere di suffragio a beneficio della loro anima.

## Gli affreschi dell'abside

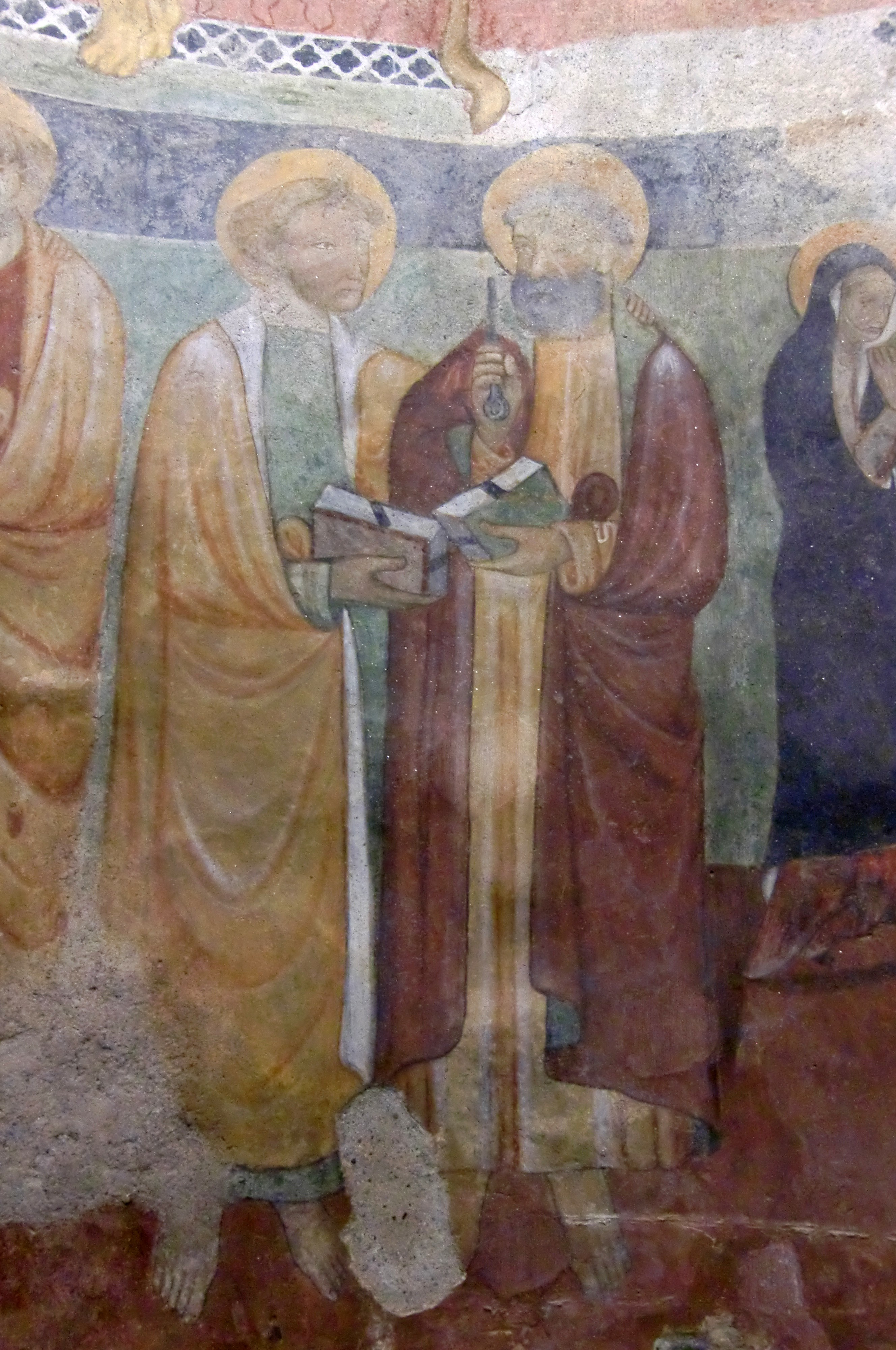
San Pietro in conversazione con un apostolo non riconoscibile

Gli affreschi presenti nell'abside risalgono alla prima metà del XV secolo, quando la cappella era ormai passata alla confraternita di Santo Spirito. Secondo un modello iconografico tradizionale, che si era già ampiamente diffuso nel periodo dell'arte romanica, gli affreschi sono suddivisi su due registri. Nel catino absidale è posto il Cristo Pantocratore racchiuso in una mandorla di luce e circondato dai simboli del Tetramorfo; la fascia sottostante, nel semicilindro dell'abside, raffigura la teoria degli Apostoli, che qui compaiono a gruppi di tre come se fossero in colloquio tra loro, ognuno con in mano un libro (la parola di Dio che è stato loro affidata).
Differisce dal modello iconografico tradizionale la presenza, al centro degli apostoli, della raffigurazione della scena della Crocifissione (con il Cristo in croce assieme alla Madonna ed a San Giovanni Evangelista, in conformità al racconto del Vangelo di Giovanni). Le tre figure della Crocifissione sono più piccole di quelle degli Apostoli e la scena è collocata in modo eccentrico rispetto all'asse centrale dell'abside. Si ipotizza che tale scena sia stata eseguita per ultima, senza ben calcolare lo spazio necessario. Mentre le figure degli apostoli appaiono irrigidite dai pesanti manti colorati che indossano, la scena della Crocifissione si distingue per accentuazioni dinamiche ed espressive che paiono richiamare la lezione di Giacomo Jaquerio 

Il degrado dell'affresco - nonostante il recente restauro (terminato nel 2011)- non consente la identificazione di tutti gli apostoli; sono riconoscibili: San Matteo (il primo da sinistra), San Bartolomeo con in mano il coltello (il quarto da sinistra), San Paolo (il sesto), San Pietro con le chiavi (il settimo), Sant'Andrea con in mano la croce (il decimo). In basso a destra, accanto ad uno degli apostoli non riconoscibili, si vede affiorare il resto di un affresco più antico (forse trecentesco) con le tipiche picchiettature subite perché meglio vi aderisse l'intonaco del sovrastante affresco.
Al centro del catino dell'abside è posta il Cristo Pantocratore, con un nimbo giallo e rosso attorno al capo,  colto nell'atto di benedire con le tre dita della mano destra, secondo l'uso ortodosso.  La sua figura ieratica appare attardarsi su un linguaggio pittorico antico. Curioso è il nodo del cordone che gli cinge la tunica gialla e che pare richiamare il simbolo egizio della croce ansata. Ampio spazio attorno alla mandorla di luce è riservato ai simboli alati dei quattro Evangelisti, l'angelo (per Matteo) ed il toro (per Luca) alla sua sinistra, l'aquila (per Giovanni) ed il leone alato (per Marco) alla sua destra. Colpisce per quanto riguarda Luca il "bellissimo toro naturalistico, con le corna bianche e le ali variopinte, iridescenti".
Due grandi massi sono posti sotto l'arco dell'abside quasi a formare l'abaco di altrettanti capitelli. Sotto di essi troviamo dipinte due figure umane grottesche di sapore genuinamente medievale che, in guisa di telamoni, sembrano intente a reggere il peso dei massi sovrastanti, deformate dallo sforzo. A destra si osserva, raffigurato frontalmente, un uomo barbuto, dal cappello rosso, che presenta un'ampia gobba con la quale regge il peso del masso; a sinistra abbiamo una figura disegnata di profilo, intenta a reggere il masso con tutta la schiena, mentre la deformazione caricaturale coglie soprattutto i tratti del viso rivolto all'insù.
Per quanto riguarda la paternità degli affreschi, sulla base del motivo decorativo in forma di nastro intrecciato che delimita la parte superiore del catino absidato si era prospettato un legame con l'atelier di Giacomino da Ivrea. Tuttavia la presenza nel ciclo affrescato di accenti stilistici diversi non consente di formulare ipotesi attributive sufficientemente fondate.

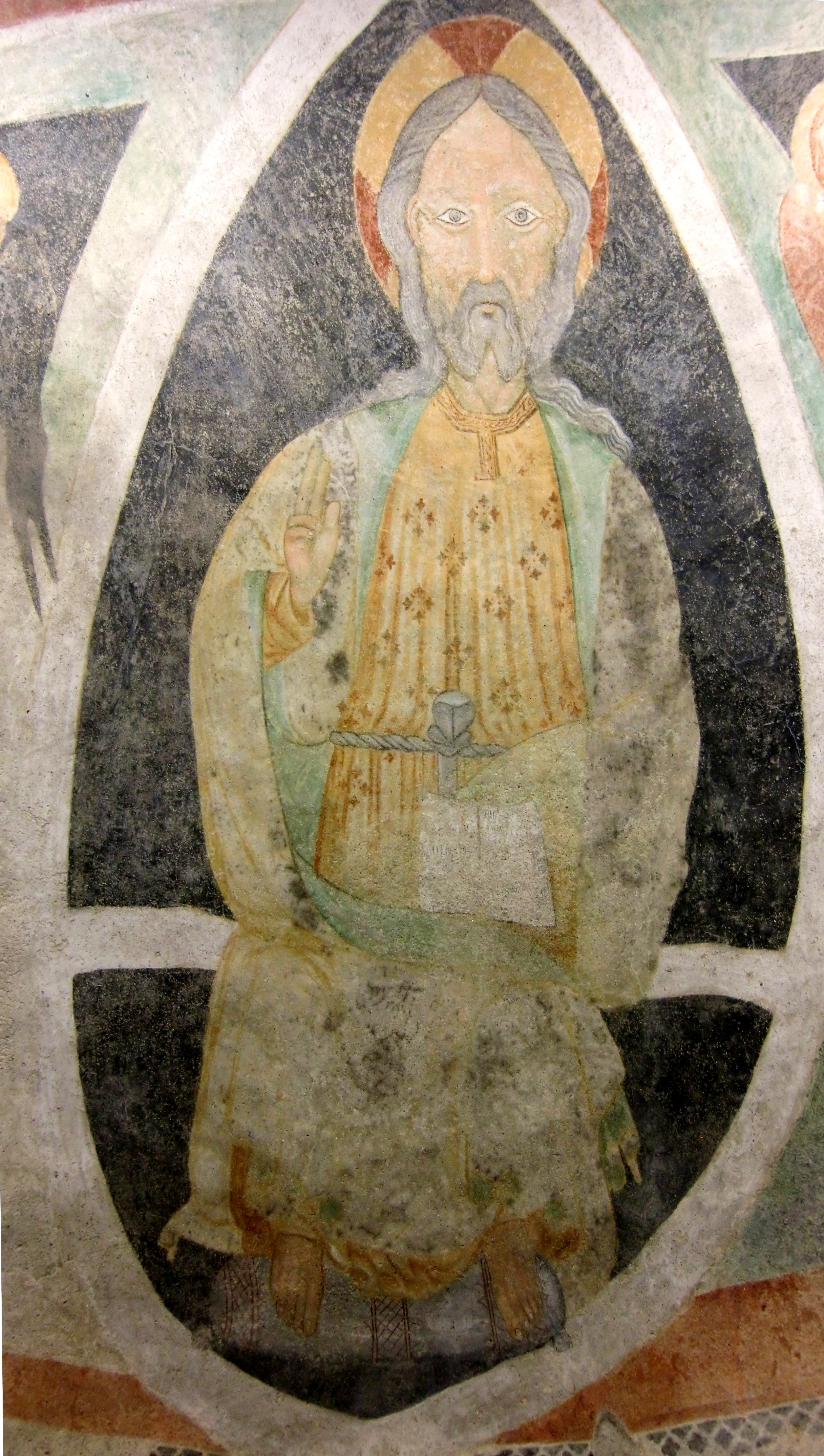
Il Cristo Pantocratore
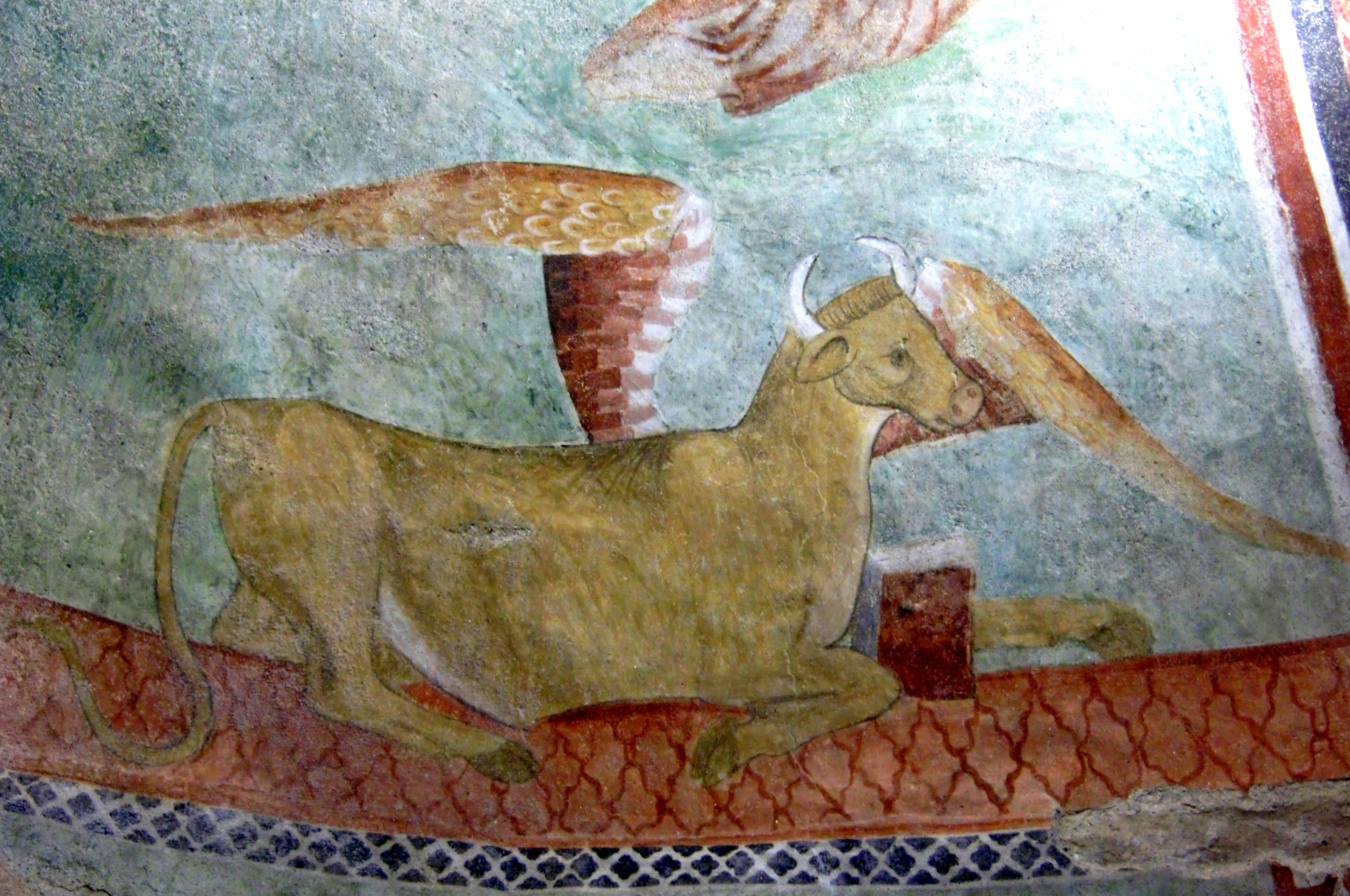
Il simbolo dell'evangelista Luca
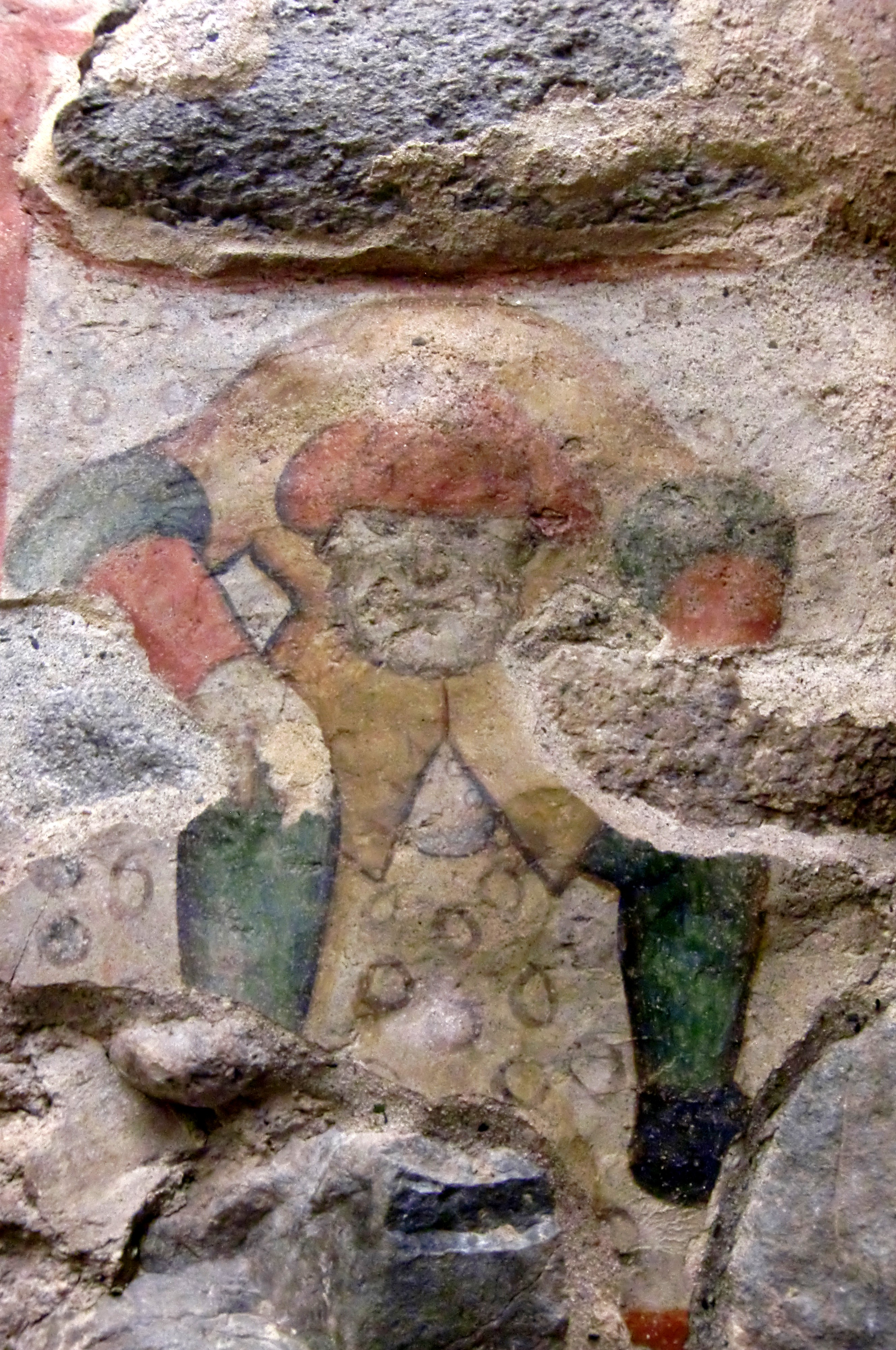
Il "telamone" a destra dell'arco absidale
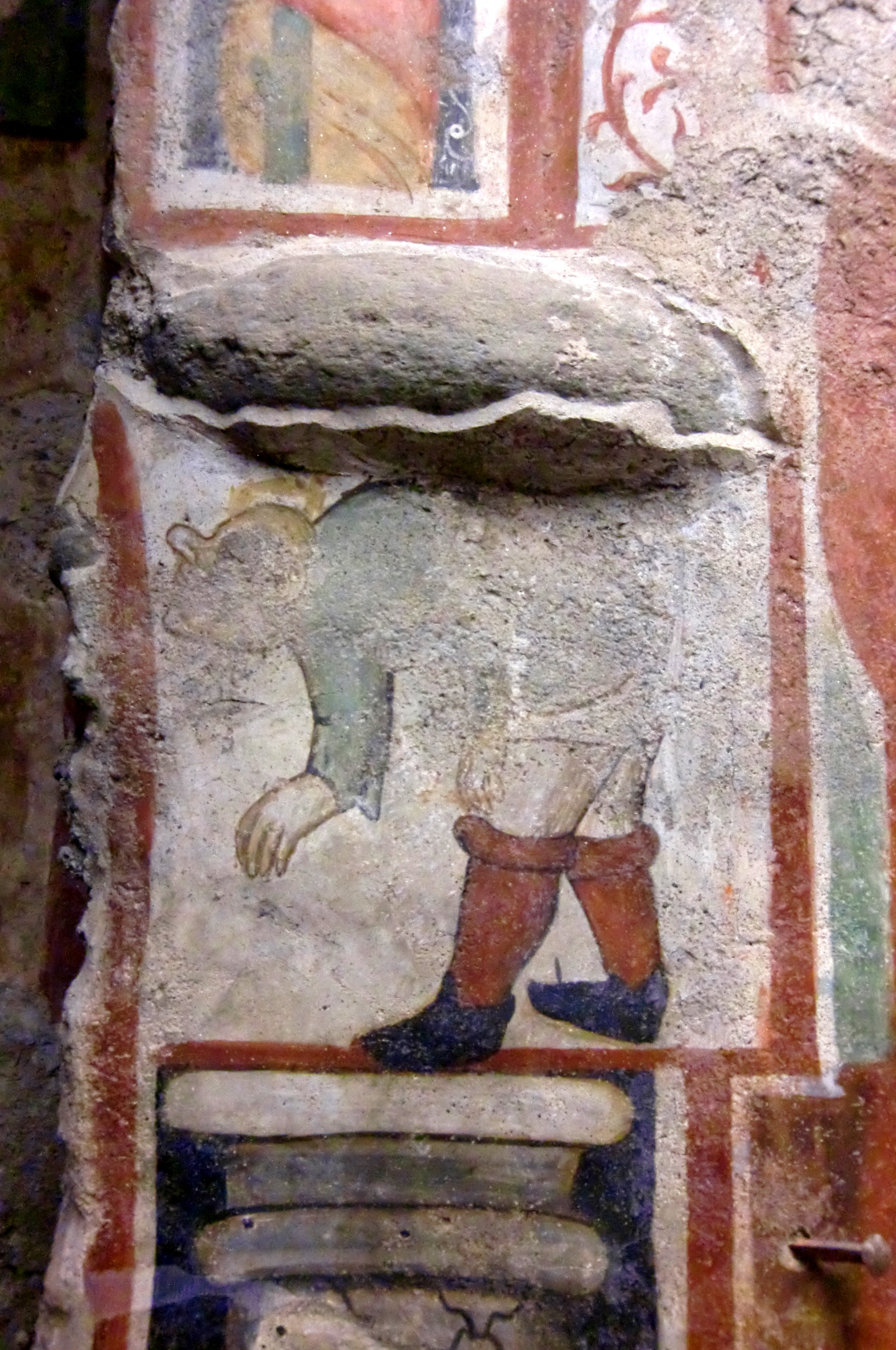
Il "telamone" a sinistra dell'arco absidale